# Ruslan Leontjewitsch Stratonowitsch
Ruslan Leontjewitsch Stratonowitsch (russisch Русла́н Лео́нтьевич Страто́нович, englische Transkription Ruslan Leontievich Stratonovich; * 31. Mai 1930 in Moskau; † 13. Januar 1997 ebenda) war ein sowjetischer Physiker und Wahrscheinlichkeitstheoretiker mit dem Arbeitsschwerpunkt stochastische Prozesse.

## Leben
Stratonowitsch machte als Externer Abitur und gewann als Schüler eine Goldmedaille für seine Leistungen. Er studierte ab 1947 an der Lomonossow-Universität und spezialisierte sich dort unter P. I. Kusnezow auf Radiophysik (eine russische Bezeichnung für Schwingungsphysik – einschließlich Rauschen – im weitesten Sinn, vor allem aber im elektromagnetischen Bereich). 1953 machte er seinen Abschluss und kam in Kontakt mit dem Mathematiker Andrei Kolmogorow. 1956 wurde er promoviert (Theorie korrelierter Zufallspunkte und Anwendung auf die Berechnung von elektronischem Rauschen). 1969 wurde er Professor für Physik an der Lomonossow-Universität.
Er entwickelte ein stochastisches Kalkül als Alternative zum Ito-Kalkül in der stochastischen Integration. Hier ist das Stratonowitsch-Integral nach ihm benannt (gleichzeitig von D. L. Fisk entwickelt). Ende der 1950er Jahre entwickelte er eine Theorie nichtlinearer optimaler Filter (von der das Kalman-Filter ein Spezialfall ist, über den Rudolf Kálmán ab 1960 publizierte) aus der Theorie der bedingten Markow-Prozesse, Thema seiner Habilitation (russischer Doktortitel) 1965 (Bedingte Markow-Prozesse und ihre Anwendung in der optimalen Kontrolltheorie). Er stellte seine Filtertheorie erstmals 1958 auf der Allunions-Konferenz über statistische Radiophysik vor.
Die Hubbard-Stratonovich-Transformation in der Theorie der Pfadintegrale (bzw. Verteilungsfunktionen der statistischen Mechanik) wurde von ihm eingeführt (und von John Hubbard in der Festkörperphysik angewandt). Sie beruht auf einer mathematischen Umformung der Gaußform des Pfadintegral-Kerns mit Hilfe der Einführung eines zusätzlichen skalaren Feldes. Physikalisch entspricht dies der Einführung eines mittleren Feldes, so dass ein über Zweikörperkräfte wechselwirkendes Vielteilchensystem durch ein Vielteilchensystem mit mittlerem Feld ersetzt werden kann.
1965 entwickelte er die Theorie der Bewertung von Information (Value of Information), die Entscheidungs-Situationen beschreibt, in denen es um die Frage geht, wie viel jemand für eine Information bezahlen soll.
Zuletzt veröffentlichte er ein Buch über nichtlineare Nichtgleichgewichts-Thermodynamik.
1984 erhielt er den Lomonossow-Preis, 1988 den Staatspreis der UdSSR und 1996 den Staatspreis der Russischen Föderation.
Zu seinen Schülern zählt Viacheslav Belavkin (der Quanten-Versionen seiner stochastischen Theorien entwickelte).

## Schriften
- mit P. I. Kuznetsov The propagation of electromagnetic waves in multiconductor transmission lines, Pergamon Press 1964
- Topics in the theory of random noise, 2 Bände, Gordon and Breach, 1963, 1967
- Herausgeber mit P. I. Kuznetsov, V. I. Tikhonov: Nonlinear transformation of stochastic processes, Pergamon Press 1965
- Conditional Markov processes and their application to the theory of optimal control, Elsevier 1968
- Nonlinear Nonequilibrium Thermodynamics, 2 Bände, Springer Series in Synergetics, 1992, 1994 (Band 1: Linear and Nonlinear Fluctuation-Dissipation Theorem, Band 2: Advanced Theory)
- Theory of Information and its Value, Springer, 2020 (Hrsg. Roman V. Belavkin, Panos M. Pardalos, Jose C. Principe)